# Meadows Place
Meadows Place – miasto w Stanach Zjednoczonych, w stanie Teksas, w hrabstwie Fort Bend.